# 954

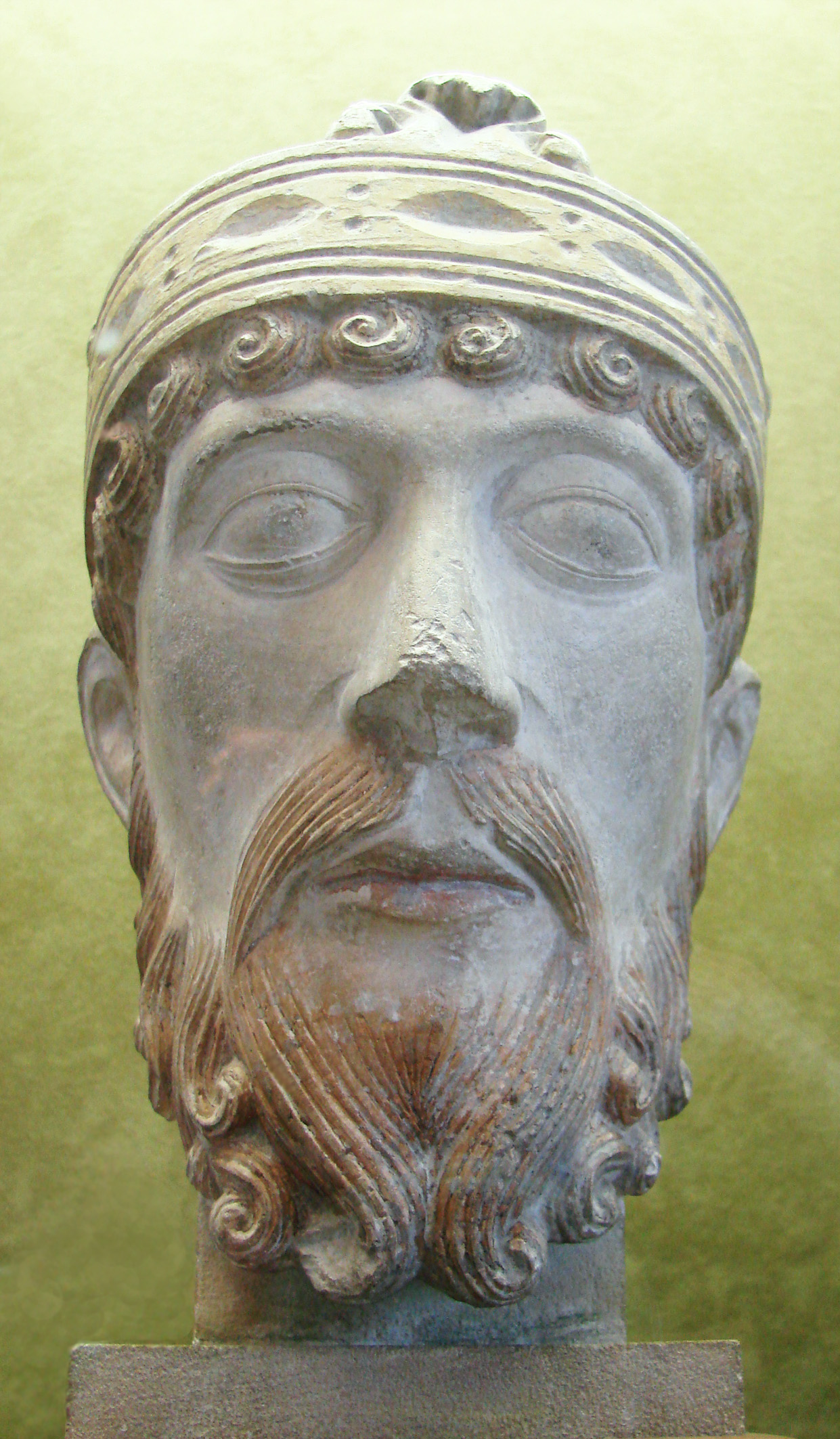
Beeld van koning Lotharius III (941 - 986)

Het jaar 954 is het 54e jaar in de 10e eeuw volgens de christelijke jaartelling.

## Gebeurtenissen

### Europa
- 10 september - Koning Lodewijk IV ("van Overzee") overlijdt na een val van zijn paard tijdens een jachtpartij. Hij wordt opgevolgd door zijn 13-jarige zoon Lotharius III onder de voogdijschap van Hugo de Grote, graaf van Parijs. Lotharius wordt twee maanden later gekroond in het Klooster van Saint-Remi door aartsbisschop Artald van Reims.[1]
- Winter - Op de Rijksdag in Auerstedt onderwerpen Liudolf van Zwaben en Koenraad de Rode zich aan koning Otto I ("de Grote") en erkennen zijn heerschappij. Liudolf verliest door de opstand tegen zijn eigen vader het hertogdom Zwaben. Otto geeft Burchard III Zwaben, hij behoort tot de kring van vertrouwelingen en metgezellen van Otto.[2]
- Emir Hassan al-Kalbi, stichter van de islamitische dynastie van de Kalbiden, overlijdt na een regeerperiode van 6 jaar. Hij wordt opgevolgd door zijn zoon Ahmad ibn Hasan as heerser van Sicilië.

### Engeland
- Koning Malcolm I wordt 'door verraad' gedood in een gevecht tegen de Noorse Vikingen. Hij wordt opgevolgd door Indulf, een zoon van Constantijn II, als heerser van Schotland.
- Koning Edred verslaat Erik I ("Bloedbijl") bij Stainmore en herstelt zijn gezag in York. Hij herenigt Northumbria, wat een graafschap wordt binnen zijn koninkrijk.[3]

### Religie
- 31 augustus - Hertog Alberik II, heerser van Rome, overlijdt na een regeerperiode van 22 jaar. Op zijn sterfbed benoemt hij zijn zoon Octavianus als zijn opvolger.
- Bisschop Balderik van Utrecht laat de relieken van Plechelmus overbrengen naar Oldenzaal en wijdt de herbouwde Sint-Plechelmusbasiliek in.

## Geboren
- Otto I, hertog van Zwaben (overleden 982)

## Overleden
- 31 augustus - Alberik II, hertog van Spoleto (r. 932 - 954)
- 10 september - Lodewijk IV (34), koning van Frankrijk (r. 936 - 954)
- 13 september - Diethard, bisschop van Hildesheim (r. 928 - 954)
- 25 oktober - Frederik, aartsbisschop van Mainz (r. 937 - 954)
- Erik I ("Bloedbijl"), koning van Noorwegen (r. 931 - 954)
- Malcolm I, koning van Schotland (r. 943 - 954)